# Adolfo Carrasco
Adolfo Carrasco (Cuzco, Perú, 19 de noviembre de 1977) es un exfutbolista peruano. Jugaba de mediocampista y tiene 47 años.

## Clubes
| Club                | País      | Año         |
| ------------------- | --------- | ----------- |
| Sporting Cristal    | Perú      | 2000 - 2001 |
| Cienciano del Cusco | Perú      | 2001 - 2002 |
| Atlético Ledesma    | Argentina | 2002 - 2003 |
| La Paz FC           | Bolivia   | 2006 - 2008 |
| Inka Ollantay       | Perú      | 2009 - 2010 |

- Datos: Q5657981